# Mumamba Numba
Mumamba Numba (21 marzo 1978) è un ex calciatore zambiano, di ruolo centrocampista.

## Carriera

### Club
Ha trascorso tutta la carriera nel campionato zambiano.

### Nazionale
Convocato per la Coppa d'Africa nel 2000, nel 2002 e 2006, ha collezionato 45 presenze con la maglia della Nazionale.